# Schwiegerkind
Schwiegerkind bezeichnet den Ehepartner oder eingetragenen Lebenspartner der Tochter oder des Sohnes einer Person: Ihr Schwiegersohn ist der Ehemann ihrer Tochter (früher auch Eidam, Tochtermann) oder der Ehemann/Lebenspartner ihres Sohnes, ihre Schwiegertochter die Ehefrau des Sohnes (früher auch Schnur, Söhnerin) oder Ehefrau/Lebenspartnerin der Tochter. Zu Schwiegerkindern besteht keine biologische oder rechtliche Verwandtschaft, sondern eine (lebenslange) Schwägerschaft, sie sind angeheiratete, so genannte affine Verwandte. Die Ehe- oder Lebenspartner der Enkelkinder einer Person sind ihre Schwiegerenkel.
Das folgende Schaubild verdeutlicht die Zusammenhänge für gemischtgeschlechtliche Ehepaare – bei gleichgeschlechtlichen Ehen und Lebenspartnerschaften stünden die beiden Schwiegerkinder spiegelverkehrt und der Enkelsohn wäre mit einem Schwiegerenkel(sohn) verpartnert bzw. verheiratet:
|                       |                       |                       |                       |                       |                       |  |  |         |         |         |         | Person (Ego, Proband) |         |  |  |      |      |      |      |           |           |           |           |                          |                          |                          |                          |                          |                          |                          |                          |                          |                          |
|                       |                       |                       |                       |                       |                       |  |  |         |         |         |         |                       |         |  |  |      |      |      |      |           |           |           |           |                          |                          |                          |                          |                          |                          |                          |                          |                          |                          |
|                       |                       |                       |                       |                       |                       |  |  |         |         |         |         |                       |         |  |  |      |      |      |      |           |           |           |           |                          |                          |                          |                          |                          |                          |                          |                          |                          |                          |
| Ehemann Schwiegersohn | Ehemann Schwiegersohn | Ehemann Schwiegersohn | Ehemann Schwiegersohn | Ehemann Schwiegersohn | Ehemann Schwiegersohn |  |  | Tochter | Tochter | Tochter | Tochter | Tochter               | Tochter |  |  | Sohn | Sohn | Sohn | Sohn | Sohn      | Sohn      |           |           | Ehefrau Schwiegertochter | Ehefrau Schwiegertochter | Ehefrau Schwiegertochter | Ehefrau Schwiegertochter | Ehefrau Schwiegertochter | Ehefrau Schwiegertochter |                          |                          |                          |                          |
| Ehemann Schwiegersohn | Ehemann Schwiegersohn | Ehemann Schwiegersohn | Ehemann Schwiegersohn | Ehemann Schwiegersohn | Ehemann Schwiegersohn |  |  | Tochter | Tochter | Tochter | Tochter | Tochter               | Tochter |  |  | Sohn | Sohn | Sohn | Sohn | Sohn      | Sohn      |           |           | Ehefrau Schwiegertochter | Ehefrau Schwiegertochter | Ehefrau Schwiegertochter | Ehefrau Schwiegertochter | Ehefrau Schwiegertochter | Ehefrau Schwiegertochter |                          |                          |                          |                          |
|                       |                       |                       |                       |                       |                       |  |  |         |         |         |         |                       |         |  |  |      |      |      |      |           |           |           |           |                          |                          |                          |                          |                          |                          |                          |                          |                          |                          |
|                       |                       |                       |                       |                       |                       |  |  |         |         |         |         |                       |         |  |  |      |      |      |      | Enkelsohn | Enkelsohn | Enkelsohn | Enkelsohn | Enkelsohn                | Enkelsohn                |                          |                          | Ehefrau Schwiegerenkelin | Ehefrau Schwiegerenkelin | Ehefrau Schwiegerenkelin | Ehefrau Schwiegerenkelin | Ehefrau Schwiegerenkelin | Ehefrau Schwiegerenkelin |
|                       |                       |                       |                       |                       |                       |  |  |         |         |         |         |                       |         |  |  |      |      |      |      | Enkelsohn | Enkelsohn | Enkelsohn | Enkelsohn | Enkelsohn                | Enkelsohn                |                          |                          | Ehefrau Schwiegerenkelin | Ehefrau Schwiegerenkelin | Ehefrau Schwiegerenkelin | Ehefrau Schwiegerenkelin | Ehefrau Schwiegerenkelin | Ehefrau Schwiegerenkelin |

Umgangssprachlich wird ein Kind von Schwiegertochter/-sohn mit einem anderen Partner als Stiefenkel bezeichnet (rechtlich bezeichnet Stiefenkel das Kind eines Stiefkindes).

## Familiäre Bedeutung der Schwiegerkinder
Inwieweit Schwiegerkinder als Angehörige der eigenen Familie einer Person gesehen werden, wie auch die eigenen Enkelkinder aus der Ehe, entscheiden kulturelle Abstammungsregeln in Verbindung mit ehelichen Wohnsitzregeln; sie bestimmen auch das Verständnis von Schwägerschaft und zwischen welchen Personen diese gepflegt wird.
In den modernen, hochindustrialisierten Gesellschaften gilt die Abstammung von beiden Elternteilen (kognatisch-bilateral), entsprechend werden Schwiegerkinder und folgende Enkelkinder zu beiden Großfamilien der Ehe- oder Lebenspartner gezählt, die Paare wählen ihren ehelichen Wohnsitz selbständig und gründen meist neolokale Kleinfamilien außerhalb ihrer Familienhaushalte.
In Gesellschaften, die sich nach der Väterlinie organisieren (patrilinear), holt ein Schwiegersohn die Tochter (Ehefrau) nach der Heirat aus ihrer Familie zu seinem familiären Wohnsitz, gemeinsame Kinder werden seiner Großfamilie zugerechnet und erben seinen Besitz, Ansehen und Familiennamen (bevorzugt seine Söhne). Umgekehrt werden Schwiegertöchter (Frauen der eigenen Söhne) in die eigene Familie und ins eigene Haus aufgenommen.
Demgegenüber bleiben bei den rund 160 Ethnien und indigenen Völkern, die ihre Abstammung und Verwandtschaft über die Mütterlinie herleiten (matrilinear), die Schwiegersöhne meist ohne große rechtliche und soziale Bedeutung für ihre Kinder, diese werden der Familie ihrer Mutter zugerechnet und treten meist auch in ihre Erbfolge ein. Der Schwiegersohn bleibt weiterhin seiner eigenen mütterlichen Familie zugerechnet, wo er sich oft um die Kinder seiner Schwester kümmert (siehe Oheim und Avunkulat). Einige Ethnien pflegen sogar eine sogenannte Besuchsehe, dabei kommt der Schwiegersohn nur zeitweilig ins Haus seiner Ehefrau, gewöhnlich über Nacht.